# Miriam Yeung
Miriam Yeung Chin-Wah (cinese tradizionale: 楊千嬅; cinese semplificato: 杨千嬅; pinyin: Yáng Qiānhuà; Hong Kong, 3 febbraio 1974) è una cantante e attrice cinese di Hong Kong.

## Biografia
Miriam ha studiato all'Holy Family Canossian College Kowloon, e prima di entrare nel mondo dello spettacolo era un'infermiera registrata dell'ospedale Princess Margaret di Hong Kong. Nel 1995 ha partecipato ed è arrivata in terza posizione alla quattordicesima competizione canora annuale New Talent Singing Awards, del canale televisivo TVB, e da allora la sua popolarità non ha fatto altro che crescere.
Miriam ha pubblicato i suoi album con l'etichetta discografica Gold Label, dopo aver tranciato i contratti con le precedenti etichette Capital Artists e Cinepoly Records. Nel tardo 2006, ha lasciato anche la Gold Label e si è unita alla Amusic, compagnia fondata da lei stessa insieme all'attore e cantante Leon Lai. Attualmente Miriam è conduttrice del programma televisivo Minutes to Fame, insieme a Sammy Leung.

## Carriera musicale
Come cantante, Miriam ha eseguito un certo numero di hit vincitrici di premi musicali, tra le quali Why Aquarius (可惜我是水瓶座), Maiden's Prayer (少女的祈禱), Sisters (姊妹) e Small City, Important Matter (小城大事). Small City, Important Matter e Maiden's Prayer hanno vinto il premio come "Miglior Canzone dell'Anno" nel 2004 e nel 2000, mentre la stessa Miriam ha vinto i premi come "Cantante Femminile più Popolare", "Cantante Femminile Preferita" (ai 2006 CRHK Chik Chak 903 Music Awards), "Cantante Femminile d'Oro" e "Gioventù Prominente" (agli HK's Top 10 Outstanding Youth Awards 2005).
L'ultimo album di Miriam con la Gold Label, Unlimited, è stato pubblicato il 15 dicembre 2006, il medesimo giorno in cui la cantante ha reciso il contratto con l'etichetta e si è trasferita alla Amusic.
Il primo album di Miriam con la Amusic si chiama Meridian, ed è stato pubblicato il 14 agosto 2007. Tutte le canzoni dell'album sono state scelte dal collega Leon Lai, così come le fotografie.
Nel 2008, Miriam ha interpretato la versione cantonese della canzone It's a Small World, tema per l'inaugurazione dell'attrazione It's a Small World dell'Hong Kong Disneyland.
Nel 2009, è stata ospite del concerto intitolato Let's Get Wet del collega Raymond Lam.

## Carriera cinematografica

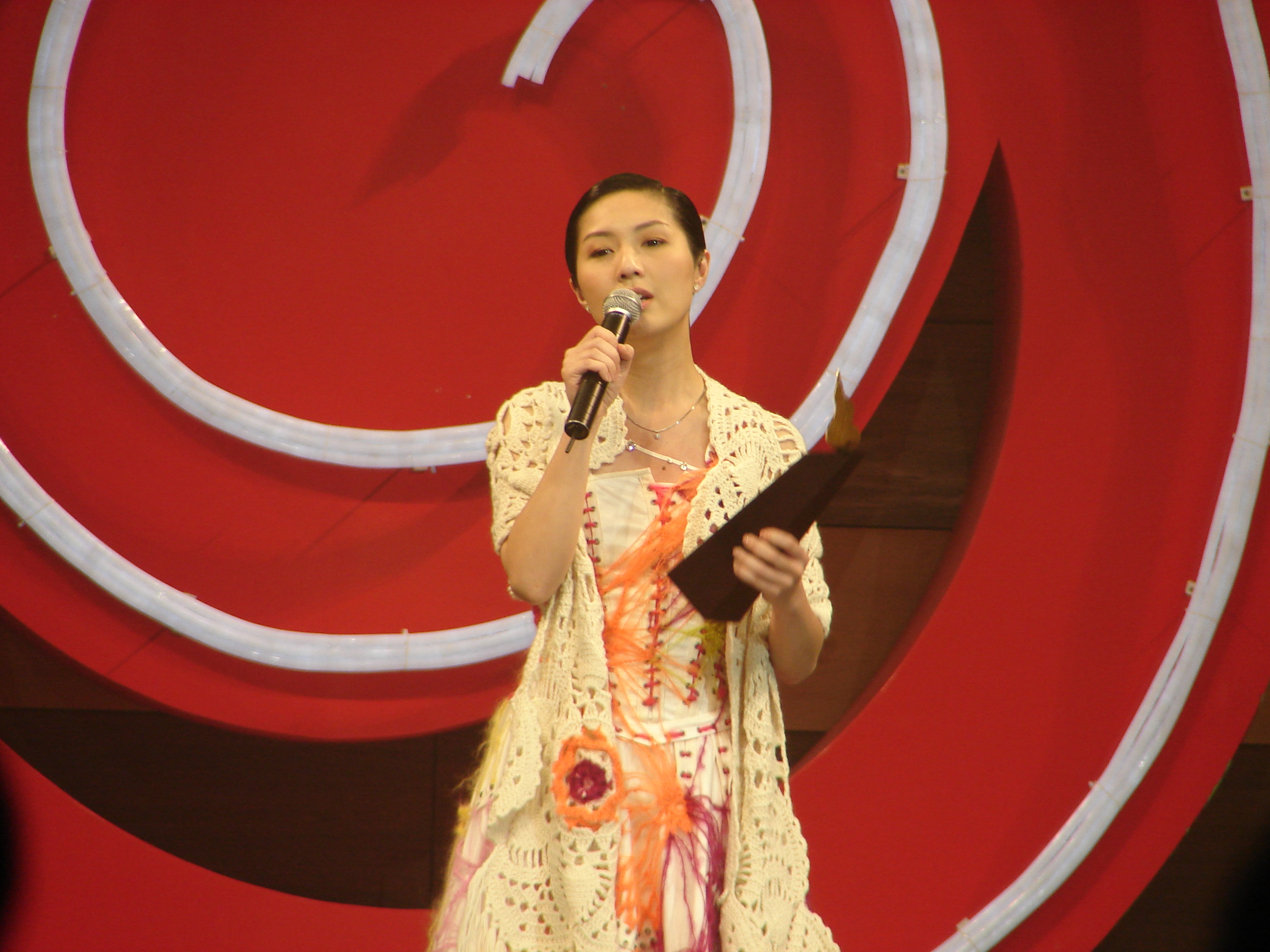
Miriam Yeung nel 2007.

Per quanto riguarda la recitazione, Miriam si è fatta un nome come attrice di film commedia, tipicamente in ruoli di ragazze sciocche, ingenue o goffe. Tra i suoi ruoli più ricordati vi è quello nel film Love Undercover, nel quale interpreta un'ufficiale di polizia appena promossa che da cadetta falliva tutti i test, e aveva dei modi assurdi e comici per completare le missioni che le venivano assegnate. Miriam ha interpretato, tuttavia, anche ruoli diversi, soprattutto negli anni 2003 e 2004. In Sound of Colors, insieme a Tony Leung Chiu Wai, Miriam ha interpretato una donna cieca che si innamora in un modo molto inaspettato, attraverso una serie di eventi contorti. L'anno seguente, l'attrice ha provato un ruolo più oscuro, nel segmento Dumplings del film Three... Extremes. Ha recitato nel ruolo di Ching, ex-attrice televisiva che ha paura di invecchiare e perdere il suo bell'aspetto, e che cerca di evitare che il suo marito traditore l'abbandoni. Ching va alla ricerca di Mei (Bai Ling), che condivide con lei l'orribile ricetta segreta dei ravioli che la mantengono giovane. Il ruolo di Miriam più riconosciuto dalla critica, tuttavia, è stato quello di Fung Siu-Man nella commedia Drink, Drank, Drunk del 2005, che le ha procurato il premio come "Miglior Attrice Protagonista" al Golden Horse Film Festival.
L'unico film di Miriam del 2006, 2 Become 1, è una commedia drammatica uscita sugli schermi cinematografici alla fine dell'anno, e rappresenta la sua seconda collaborazione con l'attore/cantante taiwanese Richie Ren, dopo Elixir of Love del 2004. Il ruolo dell'attrice era quello di Bingo, una direttrice pubblicitaria che ha uno stile di vita libero e senza pensieri, ma un giorno incontra uno psicologo clinico, V (Ren), e scopre di avere un cancro al seno. Tutto il film è incentrato sulla sua battaglia contro il cancro.
Il 28 giugno 2007 è uscito ad Hong Kong il successivo film di Miriam, Hooked on You, diretto da Law Wing-Cheong. Per la quarta volta dopo Rumble Ages di 8 anni prima, l'attrice ha recitato in un film insieme all'attore Eason Chan. In Hooked on You, Miriam recita nel ruolo di Miu, una pescivendola che organizza un piano per cambiare la sua vita prima di arrivare ai 30 anni di età. Il film è stato accolto bene dalla critica, ed il sito web lovehkfilm.com ha commentato: "Al 30 giugno, è difficile pensare ad un film di Hong Kong del 2007 che sia meglio di questo".

## Filmografia

### Cinema
- Lie huo qing chun, regia di James Yuen (1998)
- Quan zhi da dao, regia di Alfred Cheung (1998)
- Yuk lui tim ding, regia di Joe Ma e Albert Kai-kwong Mak (2001)
- Bai fen bai gan jue 2, regia di Joe Ma (2001)
- Xin za shimei, regia di Joe Ma (2002)
- Gon chaai lit feng, regia di Wilson Yip (2002)
- Haan chin ga chuk, regia di Sung Kee Chiu (2002)
- Hung wun chiu yun, regia di Vincent Kok (2003)
- Xin za shimei 2: Meili renwu, regia di Joe Ma (2003)
- Lung gam wai 2003, regia di Vincent Kok (2003)
- Di xia tie, regia di Joe Ma (2003)
- An Na yu wu lin, regia di Wai Man Yip (2003)
- Fa hou yuet yuen, regia di Kam-Hung Yip (2004)
- Zin yeung sam bo, regia di Joe Ma (2004)
- Jiao zi, regia di Fruit Chan (2004)
- Three... Extremes (Saam gaang yi), regia di Fruit Chan, Takashi Miike e Chan-wook Park (2004) (segmento "Dumplings")
- Tim si si, regia di Patrick Kong (2004)
- Qian bei bu zui, regia di Tung-Shing Yee (2005)
- Tin sun yut dui, regia di Wing-Cheong Law (2006)
- Mui dong bin wan si, regia di Wing-Cheong Law (2007)
- Choi san dau, regia di James Yuen (2010)
- Chi Ming yi Chun Kiu, regia di Ho-Cheung Pang (2010)
- Po po chiu kai yan, regia di Chun-Chun Wong (2010)
- Jian dang wei ye, regia di Sanping Han e Jianxin Huang (2011)
- Lian xia lian xia lian lian xia, regia di Wilson Chin (2011)
- Bai she chuan shuo, regia di Siu-Tung Ching (2011)
- Chun Kiu yi Chi Ming, regia di Ho-Cheung Pang (2012)
- Heung Gong zai, regia di Ho-Cheung Pang (2014)
- Fun sau 100 chi, regia di Lawrence Cheng (2014)
- Dan sun nam nui 2, regia di Johnnie To (2014)
- Ng goh siu hai dik hau jeung, regia di Adrian Kwan (2015)
- She Remembers, He Forgets, regia di Adam Wong (2015)
- Bao bei dang jia, regia di Aman Chang (2016)
- Chun Jiao jiu Zhi Ming, regia di Ho-Cheung Pang (2017)

### Serie TV
- Mei mei tin wong (1997)

## Discografia

### Album cantonesi
- Actually, I'm Living Really Happily 原來過得很快樂  (2009)
- Wonder Miriam (2008)
- Meridian (2007)
- SIMPLY ME 新歌 + 精選 BEST COLLECTION (3 CD + KARAOKE DVD) (2007)
- Unlimited (2006)
- Single (2005)
- Electric Girl (電光幻影) (2004)
- Grand Opening (開大) (2004)
- Miriam's Melodies (2003)
- Make Up (2003)
- Miriam's Music Box (2002)
- M vs M - Part II (2002)
- M vs M - Part I (2002)
- Miriam (2001)
- Kiss Me Soft, Play It Loud (2000)
- A Winter's Tale (冬天的故事) (1999)
- Summer Story (夏天的故事) (1999)
- 1 to 100 EP (1998)
- Yeung Chin Wah Experiencing Collection (楊千嬅體驗入學)
- Visit This Place (到此一遊)
- My Private Diary (私日記) (1997)
- Feeling (直覺) (1997)
- The Wolf Is Coming (狼來了) (1996)

### Album mandarini
- Yang Mei (揚眉) (2003)
- Smile (微笑) (1999)

### DVD/VCD live
- Miriam Yeung + Chet Lam Music is Live (楊千嬅+林一峰 拉闊音樂會) (2005)
- Yeung Chin Wah Kungheifatchoi V3 In Cheung Wui (2004)
- Anthony Wong + Miriam Yeung 903 Music is Live Karaoke (2004)
- Million Purple Thousand Red M Yeung Live (楊千嬅萬紫千紅演唱會) (2002)
- Miriam Music Is Live (拉闊音樂會) (2001)
- 903 California Red Miriam Yeung Live In Concert 903 (狂熱份子音樂會) (2000)

## Posizioni nelle classifiche musicali
| Anno | Singolo                  | Posizione migliore | Posizione migliore | Posizione migliore    | Posizione migliore | Posizione migliore |
| Anno | Singolo                  | RTHK Chinese Pop   | CTHK Ultimate 903  | Metro Radio Pop Chart | UFO Mandarin Pop   | TVB                |
| ---- | ------------------------ | ------------------ | ------------------ | --------------------- | ------------------ | ------------------ |
| 2006 | My Way of Life           | 1                  | -                  | 9                     | -                  | -                  |
| 2007 | Change                   | 1                  | 1                  | 4                     | -                  | 1                  |
| 2007 | Collective memories      | 6                  | 3                  | 1                     | -                  | -                  |
| 2007 | Finally Have to Admit It | 3                  | 4                  | 4                     | -                  | -                  |
| 2007 | All About Love           | 1                  | 1                  | 5                     | -                  | -                  |
| 2007 | Unfamiliar               | 1                  | 9                  | 1                     | -                  | 1                  |
|      | Totale                   | 4                  | 2                  | 2                     | -                  | 2                  |

(note: posizioni provvisorie)
| Anno | Album    | HMV                | HMV                 |
| Anno | Album    | Posizione migliore | Settimane in Top 20 |
| ---- | -------- | ------------------ | ------------------- |
| 2007 | Meridian | 2                  | 3                   |
|      | Totale   | -                  | -                   |